# Frederick Robert Moor
Sir Frederick Robert Moor (né le 12 mai 1853 à Pietermaritzburg, colonie du Natal et mort le 18 mars 1927 à Estcourt, province du Natal en Afrique du Sud) est un homme politique sud-africain, membre du conseil législatif du Natal (1886-1910), ministre des Affaires indigènes de la colonie du Natal (1893-1897 et 1899-1903), premier ministre du Natal (1906-1910), ministre du Commerce et de l’Industrie d'Afrique du Sud (1910-1911) et sénateur (1910-1920).

## Biographie
Né à Pietermaritzburg au Natal en 1853, F.R. Moor est le fils aîné de Frederick William Moor, un agriculteur, et de son épouse, Sarah Annabella Ralfe. Après ses études à l'école de Hermannsburg, près de Greytown, il part travailler sur les champs de diamants de Kimberley. Il achète une concession et se fait élire à deux reprises au conseil d'administration minier.

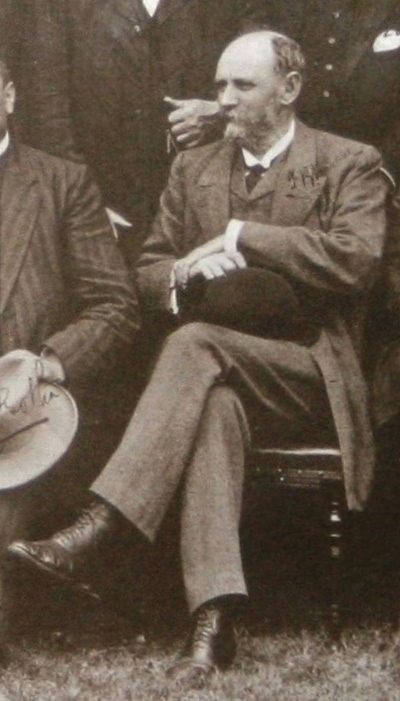
Frederick Robert Moor en 1908

Après 7 années sur les champs de diamants, il revend sa concession diamantifère et, en 1879, revient au Natal où il devient fermier près de Estcourt.
En 1886, il est élu membre du Conseil législatif du Natal par les électeurs de la circonscription de Weenen. Il est partisan d'une plus grande autonomie coloniale et devient en 1893, ministre des Affaires indigènes du Natal, fonction qu'il exerce jusqu'en 1897 puis de nouveau entre 1899 et 1903. À ce poste, Moor s'attache à préserver le droit coutumier et l'autorité des chefs locaux. Il s'agit pour lui de préserver l'ordre public dans une colonie où les blancs sont très minoritaires. Il désapprouve la franchise non-raciale appliquée dans la colonie du Cap et s'oppose à l'acquisition de terres par les non-blancs en dehors des réserves tribales.
Par la suite, en tant que chef de l'opposition, Moor s'oppose à la politique de C.J. Smythe (1905-1906), notamment à l'augmentation des impôts visant les populations noires et en particulier à l'impôt qui provoque la rébellion de Bambatha. En novembre 1906, il devient premier ministre du Natal et doit gérer les conséquences de la répression de la rébellion.
Partisan de l'unification des colonies britanniques d'Afrique du Sud, il propose la mise en place d'une fédération de préférence à une union mais finalement, mis en minorité, il approuve les pouvoirs discrétionnaires accordés au gouvernement d'union, estimant que tout isolationnisme du Natal serait suicidaire et que l'opinion publique aurait suffisamment de poids afin préserver les intérêts des provinces.
En 1910, il entre dans le premier gouvernement national formé par Louis Botha, où il est ministre du commerce et de l'industrie. Battu dans la circonscription de Weenen par H. M. Meyler (unioniste), lors des élections générales sud-africaines de 1910, il est nommé au Sénat.
Retiré dans sa ferme d'Escourt à partir de 1920, il meurt à l'âge de 73 ans en 1927.

## Vie privée
En 1878, F.R. Moor épouse Charlotte Mary St Clair Moodie, petite-fille de Donald Moodie, premier secrétaire de la colonie du Natal, avec laquelle il a trois fils et quatre filles.

## Sources
- (en) Biographie - Oxford University Press

- Notice dans un dictionnaire ou une encyclopédie généraliste :   - Oxford Dictionary of National Biography